# Матиевич, Слободан
Слободан Матиевич (серб. Слободан Матијевић, 14 марта 1988, Риека) — сербский бобслеист, разгоняющий, выступает за сборную Сербии с 2009 года. Участник зимних Олимпийских игр в Ванкувере, неоднократный победитель национального первенства, участник чемпионата мира и многих этапов Кубка Европы.

## Биография
Слободан Матиевич родился 14 марта 1988 года в городе Риека, входившем тогда в состав Югославии. Активно заниматься бобслеем начал в 2009 году, тогда же в качестве разгоняющего прошёл отбор в национальную сборную и стал ездить на крупные международняе старты, порой показывая довольно неплохой результат. В январе следующего года дебютировал в Кубке Европы, на этапе в итальянской Чезане занял в зачёте четвёрок девятое место. Благодаря череде удачных выступлений удостоился права защищать честь страны на зимних Олимпийских играх 2010 года в Ванкувере, где в составе четырёхместного экипажа, возглавляемого пилотом Вуком Радженовичем, финишировал восемнадцатым.
Постолимпийский сезон Матиевич провёл на прежнем высоком уровне, в 2011 году впервые поучаствовал в заездах взрослого чемпионата мира, должен был соревноваться в зачёте двоек, но по техническим причинам не смог выйти на старт. В этом же сезоне состоялся его дебют в Кубке мира, на этапе в американском Лейк-Плэсиде с двухместным экипажем спортсмен пришёл к финишу пятнадцатым. Сезон 2012/13 из-за высокой конкуренции вынужден проводить на второстепенных менее значимых турнирах, в основном на юниорских.